# Konferenz von Évian

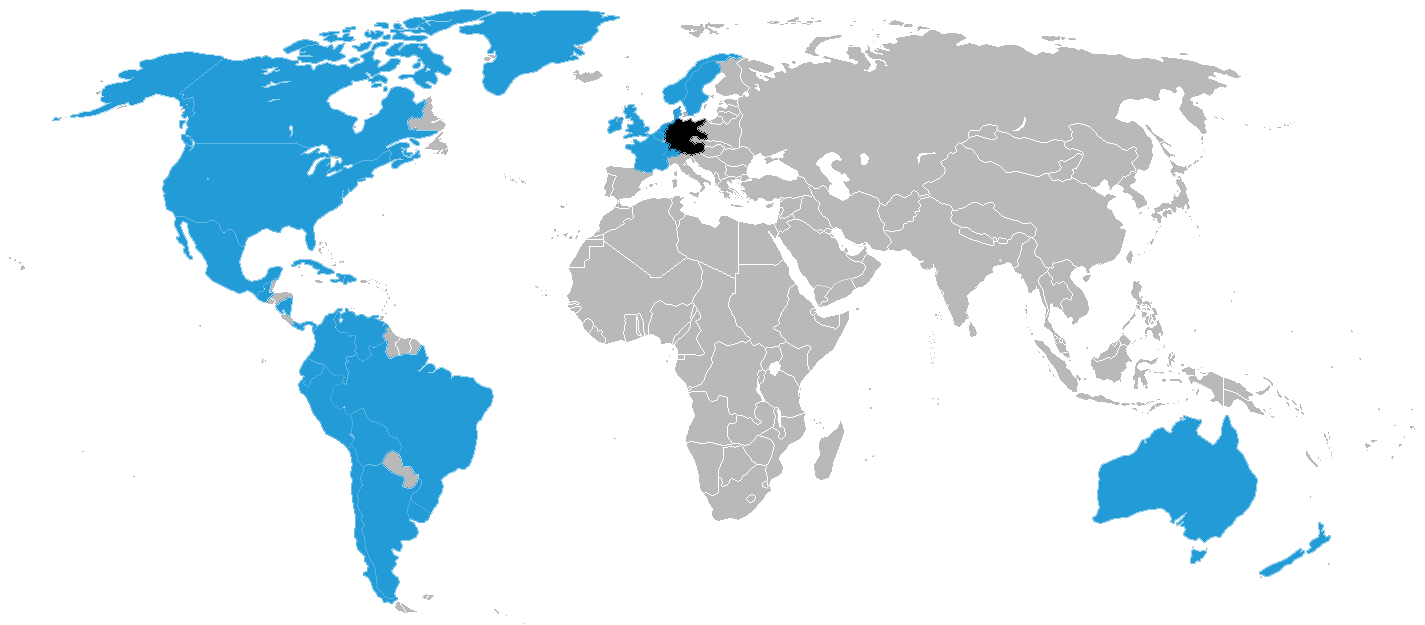
Schwarz: Deutsches Reich; blau: Teilnehmende Staaten der Konferenz

Auf der Konferenz von Évian, die vom 6. bis 15. Juli 1938 auf Initiative des US-Präsidenten Franklin D. Roosevelt zusammenkam, berieten die Vertreter von 32 Staaten und 71 Hilfsorganisationen, wovon jedoch nur 24 Vertreter kurz Stellung beziehen durften, über die aufgrund nationalsozialistischer Unterdrückung rapide ansteigenden Flüchtlingszahlen von Juden aus Deutschland und Österreich.
Da die Schweiz befürchtete, ein Treffen am Sitz des Völkerbunds in Genf könne ihr Verhältnis zum nationalsozialistischen Deutschland belasten, trafen sich die Delegierten im nahegelegenen Évian-les-Bains in Frankreich. Die Konferenz endete weitgehend ergebnislos, da sich außer der Dominikanischen Republik alle Teilnehmerstaaten weigerten, mehr jüdische Flüchtlinge aufzunehmen. Das nationalsozialistische Regime Adolf Hitlers schlachtete das Scheitern der Konferenz für seine antisemitische Propaganda aus. Viele Zeitzeugen und Historiker sehen in Évian ein moralisches Versagen der westlichen Demokratien, da ein anderer Ausgang viele Juden vor der Ermordung im Holocaust hätte bewahren können.

## Ausgangssituation

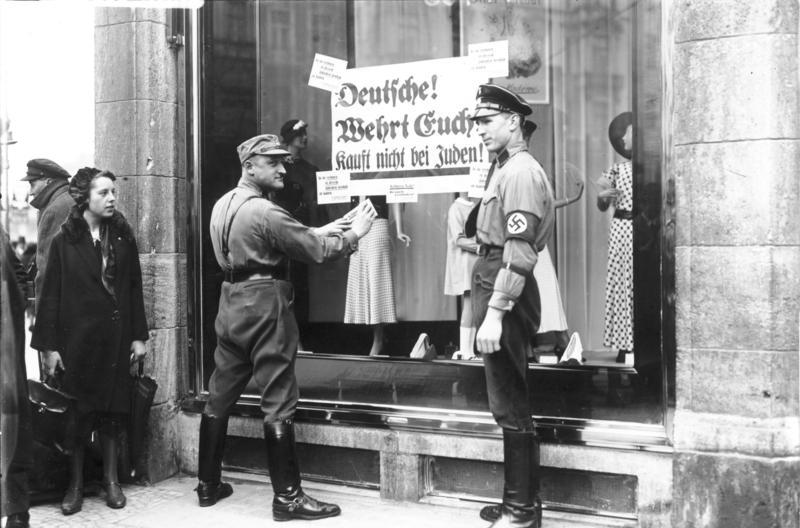
Berliner SA-Männer beim Anbringen von Plakaten, die zum Boykott jüdischer Geschäfte aufrufen, am 1. April 1933

Nach der Machtübernahme der Nationalsozialisten in Deutschland begann die Zahl der jüdischen Auswanderer seit 1933 stark anzusteigen. Trotz der Wirtschaftskrise in den Aufnahmeländern fanden viele politisches Asyl. Obwohl die Situation für die Juden in Deutschland immer schwerer wurde, insbesondere durch die Nürnberger Rassegesetze von 1935, und die Ausreisebereitschaft wuchs, ließ die Bereitschaft zur Aufnahme von Juden in den Zielländern nach. Die Briten erließen im November 1937 zur Beruhigung der gesellschaftlichen Lage in Palästina rigide Aufnahmebeschränkungen für dieses Gebiet, obwohl dort den Juden in der Balfour-Deklaration prinzipiell eine „nationale Heimstätte“ zugesagt worden war.
Die praktische Flüchtlingshilfe dieser Jahre lag weitgehend in den Händen des sogenannten Nansen-Büros (Internationales Nansenamt für Flüchtlingsangelegenheiten), das 1931 vom Völkerbund eingerichtet worden war. Speziell für die deutschen Emigranten wurde 1933 in Lausanne das Hochkommissariat für Flüchtlinge aus Deutschland eingerichtet.
Da 1938 die Flüchtlingsströme jüdischer Auswanderer aus Deutschland erneut anstiegen (seit dem Anschluss Österreichs im März waren auch die österreichischen Juden den Verfolgungsmaßnahmen der deutschen Regierung ausgesetzt, im April wurden alle Juden in Deutschland gezwungen, ihr Vermögen anzumelden; siehe dazu Verordnung über die Anmeldung des Vermögens von Juden), war bald klar, dass es hier einer internationalen Vereinbarung bedurfte, um die immer unerträglicher werdende Situation in den Griff zu bekommen. In dieser Lage übernahmen die Vereinigten Staaten die Initiative und schlugen eine Konferenz vor. Als Ort war zunächst Genf, der Sitz des Völkerbundes vorgesehen, doch befürchtete die Schweiz eine Beeinträchtigung ihres Verhältnisses zum deutschen Nachbarn, so dass sich schließlich Frankreich bereit erklärte, die Konferenz auf seinem Territorium in Évian stattfinden zu lassen.
Auf die Einladung des Präsidenten der Vereinigten Staaten (Myron C. Taylor als Verhandlungsleiter) waren folgende Staaten, zumeist durch ihre Delegierten beim Völkerbund, vertreten: Großbritannien (Lord Winterton), Frankreich (Henri Bérenger), die Niederlande, Belgien, die Schweiz (Heinrich Rothmund), Schweden, Norwegen, Dänemark, Irland, Kanada, Australien, Neuseeland sowie nahezu alle mittel- und südamerikanischen Staaten. Polen und Rumänien entsandten Beobachter. Nicht eingeladen waren Deutschland, Italien, Japan, die Sowjetunion, die Tschechoslowakei und Ungarn. Es nahmen weiter viele private Hilfsorganisationen und Pressevertreter teil.

## Verlauf und Ergebnis der Konferenz

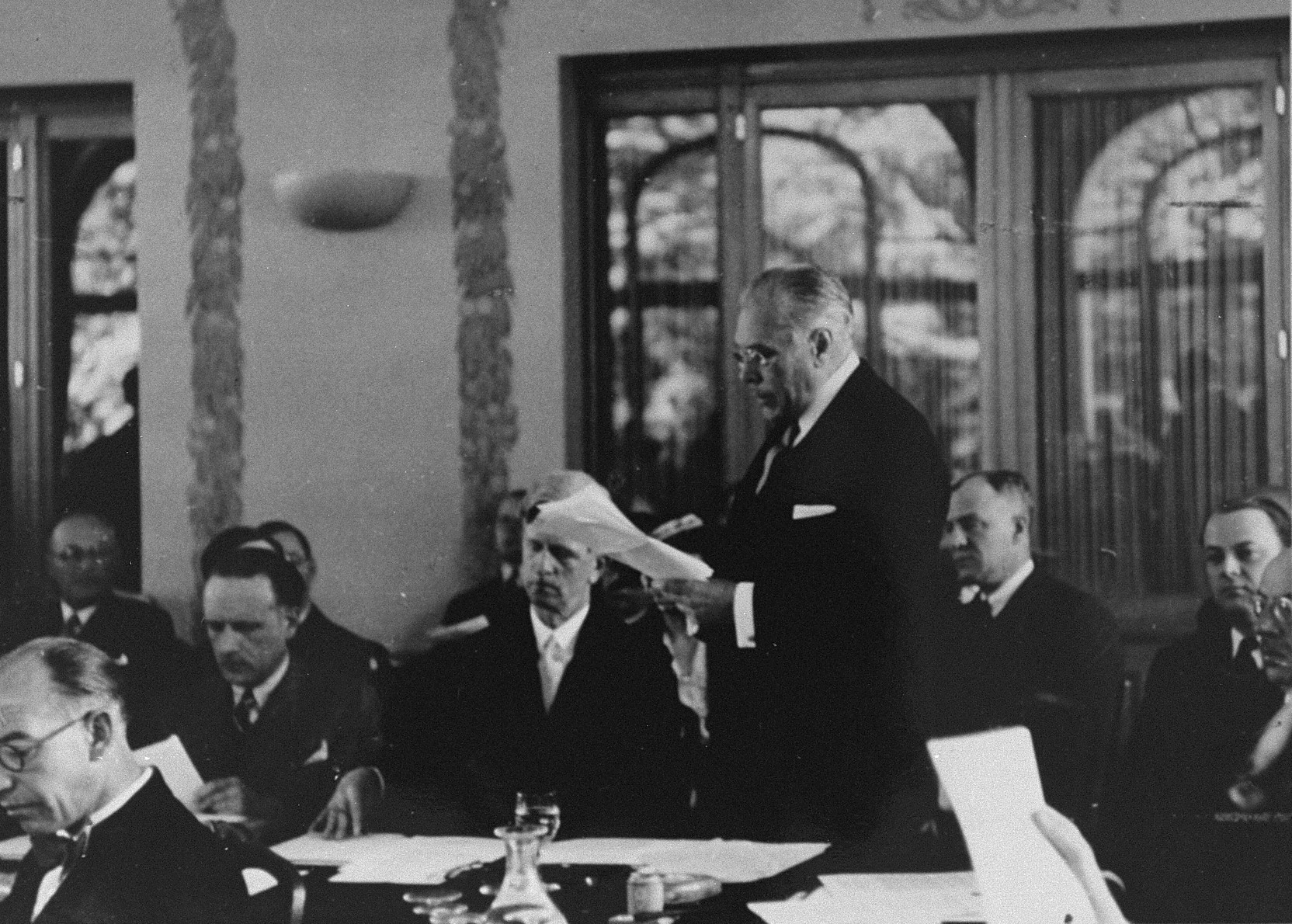
Myron Taylor spricht auf der Konferenz

Ursprünglich war nur daran gedacht, die Situation der aus Deutschland auswandernden Juden zu regeln. Schnell erkannten aber insbesondere nationalistische und antisemitische Vertreter osteuropäischer Staaten die Gelegenheit, auf ihr jeweiliges „Judenproblem“ hinzuweisen. Damit standen die möglichen Zielländer vor der Perspektive, nicht mehr lediglich 500.000 deutsche jüdische Flüchtlinge, sondern möglicherweise zusätzlich mehrere Millionen Juden aus Osteuropa aufnehmen zu sollen. Der anfängliche humanitäre Impuls geriet so in den Hintergrund, und „Juden“ wurden nunmehr weitgehend als „Problem“ betrachtet. Nachteilig wirkte sich für die jüdischen Flüchtlinge außerdem aus, dass keiner der führenden Vertreter der Zionistischen Weltorganisation anwesend war. 
Bald wurde klar, dass sich die Aufnahmebereitschaft der meisten Länder in engen Grenzen hielt. So erklärten mehrere Konferenzteilnehmer, ihr Land sei grundsätzlich kein Einwanderungsland, andere wiesen darauf hin, dass sie lediglich den Transit von jüdischen Flüchtlingen zulassen könnten; im Übrigen würde eine weitere Zuwanderung lediglich dem Antisemitismus weiteren Auftrieb geben. Die Vereinigten Staaten waren nicht bereit, ihre Quote von jährlich 27.370 Einwanderern aus Deutschland und Österreich zu erhöhen.
Zwar gab es diverse Pläne zur Ansiedlung jüdischer Siedler, so im von der Sowjetunion eingerichteten Autonomen Gebiet Birobidschan oder in der portugiesischen Kolonie Angola. Eine unautorisierte Zeitungsmeldung aus Südafrika nannte Madagaskar als mögliche Zufluchtstätte. Tatsächlich waren diese Projekte, die darauf abzielten, die jüdischen Flüchtlinge möglichst weit aus dem Blickfeld der Industriestaaten abzuschieben, kaum praktikabel. Der Versuch des Diktators der Dominikanischen Republik, Rafael Trujillo, auf der Konferenz durch seinen Bruder vertreten, sich dadurch zu profilieren, dass sein Land die Einwanderung von 100.000 Juden zugestand (siehe Sosúa), reiht sich in diese Projekte wegen seiner in Frage gestellten Motive ein: Man warf ihm vor, er wolle dadurch von seiner Terrorherrschaft ablenken. Außerdem würden rassistische Motive hinter der Entscheidung stehen, da es Trujillo darum gehe, das „weiße“ Element in seinem Land durch die Einwanderung zu stärken (tatsächlich gelangten lediglich 600 Juden in die Dominikanische Republik). 15.000 Juden retteten sich nach China, bis die Auswanderung aufgrund des begonnenen Krieges nicht mehr möglich war.
Letztlich war das einzige konkrete Ergebnis die Gründung des Intergovernmental Committee on Refugees, auch Comité d’Évian genannt, das künftig in Kooperation mit Deutschland die Modalitäten der deutschen jüdischen Auswanderung regeln sollte. Dessen Erfolge hielten sich wegen der Weigerung der Völkergemeinschaft, deutsche Juden im Rahmen konkreter neuer Kontingente aufzunehmen, in engen Grenzen. Zudem wurden bereits im Folgejahr durch den Überfall auf Polen die Auswanderungsmöglichkeiten erneut drastisch eingeschränkt. Die Konferenz zeigte, dass die beteiligten Staaten „nicht willens waren, sich umfassend für die verfolgten Juden einzusetzen“.

## Historische Einordnung
Wie viele Juden bei einem erfolgreicheren Ausgang der Konferenz vor der Vernichtung durch die Nationalsozialisten im Holocaust hätten bewahrt werden können, ist eine hypothetische Frage, die sich nicht endgültig beantworten lässt. Zwar war der Bau von Massenvernichtungslagern wie Auschwitz, der nur zwei Jahre später im besetzten Polen erfolgte, 1938 weder absehbar noch vorstellbar. Dennoch wussten die Regierungen der Teilnehmerstaaten, dass die Juden in Deutschland und Österreich nahezu vollständig entrechtet und dass bereits damals Tausende von ihnen ermordet oder in den Tod getrieben worden waren.
Ob die internationale Staatengemeinschaft durch ihre mangelnde Aufnahmebereitschaft in Évian versagt habe, wird von Historikern unterschiedlich bewertet. Der These des Schweizer Historikers Ralph Weingarten, dass „alle Völker der Welt auch an der Endlösung und deren Ausmaß voll mitschuldig“ geworden seien, ist lebhaft widersprochen worden. Demnach interpretiere Weingarten die Geschichte vom Ende her und stelle Täter und Außenstehende auf eine Stufe. Walther Hofer argumentierte, er verharmlose letztlich die nationalsozialistische Verantwortung.
Weitgehende Einigkeit besteht darüber, dass der Ausgang der Konferenz eine moralische Katastrophe darstellte. Worin diese bestand, wird aus der Gegenüberstellung zweier zeitgenössischer Aussagen deutlich. Der „Völkische Beobachter“ veröffentlichte nach der Konferenz einen hämischen Kommentar: Deutschland biete der Welt seine Juden an, aber keiner wolle sie haben. Der Kommentator unterstellte den Konferenzteilnehmern also, ebenso antisemitisch zu handeln wie das eigene Regime. Die Konferenzbeobachterin Golda Meïr dagegen sah das eigentliche Versagen in der Unfähigkeit der Delegierten, die Größe und Dringlichkeit des Problems zu begreifen. Sie schrieb in ihren Lebenserinnerungen: „Dazusitzen, in diesem wunderbaren Saal, zuzuhören, wie die Vertreter von 32 Staaten nacheinander aufstanden und erklärten, wie furchtbar gern sie eine größere Zahl Flüchtlinge aufnehmen würden und wie schrecklich leid es ihnen tue, dass sie das leider nicht tun könnten, war eine erschütternde Erfahrung. […] Ich hatte Lust, aufzustehen und sie alle anzuschreien: Wisst ihr denn nicht, dass diese verdammten ‚Zahlen‘ menschliche Wesen sind, Menschen, die den Rest ihres Lebens in Konzentrationslagern oder auf der Flucht rund um den Erdball verbringen müssen wie Aussätzige, wenn ihr sie nicht aufnehmt?“

## Teilnehmer

### Nationale Delegationen
| Land                    | Delegation |
| ----------------------- | --- |
| Argentinien             | - Tomás Alberto Le Breton, Botschafter in Frankreich - Carlos A. Pardo, Generalsekretär der argentinischen Völkerbundsdelegation |
| Australien              | - Oberstleutnant, Minister Sir Thomas Walter White - Alfred Thorpe Stirling - A. W. Stuart-Smith, Australia House, London |
| Belgien                 | - Robert de Foy, Geheimdienstchef - J. Schneider, Außenhandelsminister |
| Bolivien                | - Simón Iturri Patiño, Minister - Adolfo Costa du Rels, Völkerbundsdelegierter |
| Brasilien               | - Hélio Lobo, Minister - Jorge Olinto de Oliveira |
| Kanada                  | - Humphrey Hume Wrong, Völkerbundsdelegierter - Experte: - W. R. Little, Beauftragter für Emigration in Europa, London |
| Chile                   | - Fernando García Oldini |
| Kolumbien               | - Luis Cano, Völkerbundsdelegierter - J. M. Yepes, Völkerbundsdelegierter - Abelardo Forero Benavides, Völkerbundsdelegierter |
| Costa Rica              | - Luís Dobles Segreda |
| Kuba                    | - Juan Antiga Escobar, Völkerbundsdelegierter |
| Dänemark                | - Gustav Rasmussen, Bürochef des Außenministeriums - Troels Hoff |
| Dominikanische Republik | - Virgilio Trujillo Molina - Salvador E. Paradas, Völkerbundsdelegierter |
| Ecuador                 | - Alejandro Gastelu Concha |
| Frankreich              | - Henry Bérenger, Botschafter - Bressy, Außenministerium - Combes, Direktor im Innenministerium - Georges Coulon - Fourcade, Innenminister - François Seydoux, Außenministerium - Baron Brincard |
| Guatemala               | - José Gregorio Diaz |
| Haiti                   | - Léon R. Thébaud |
| Honduras                | - Mauricio Rosal |
| Irland                  | - Francis Thomas Cremins, Völkerbundsdelegierter - John Duff, Staatssekretär im Justizministerium - William Maguire, Staatssekretär im Arbeitsministerium |
| Mexiko                  | - Primo Villa Michel - Manuel Tello Barraud, Völkerbundsdelegierter |
| Niederlande             | - W. C. Beucker Andreae - R. A. Verwey - I. P. Hooykaas |
| Neuseeland              | - C. B. Burdekin |
| Nicaragua               | - Constantino Herdocia |
| Norwegen                | - Michael Hansson, Präsident des Internationalen Nansen-Büros für Flüchtlinge - Carl Platou - Finn Moe - Berater: - R. Konstad |
| Panama                  | - Ernesto Hoffmann, Konsul in Genf und Permanent Delegierter des Völkerbunds mit hohem Rang |
| Paraguay                | - Gustavo A. Wiengreen |
| Peru                    | - Francisco García Calderón Rey |
| Schweden                | - Gösta Engzell, Vorsitzender der Rechtsabteilung im Außenministerium - C. A. M. de Hallenborg - E. G. Drougge |
| Schweiz                 | - Heinrich Rothmund, Chef der Eidgenössischen Fremdenpolizei - Henri Werner, Rechtskonsulent im Justiz- und Polizeidepartement, zuständig für die Beziehungen der Eidgenössischen Fremdenpolizei zu internationalen Flüchtlingshilfeorganisationen |
| Vereinigtes Königreich  | - Edward Turnour, 6. Earl Winterton - Berater: - Sir John Shuckburgh, KCMG, CB, Unter-Staatssekretär, Colonial Office - J. G. Hibbert, MC, Ministerialdirektor, Colonial Office - E. N. Cooper, OBE, Ministerialdirektor, Home Office - R. M. Makins, Stellv. Berater für Völkerbund-Fragen, Foreign Office – Sekretär der Delegation - Persönliche Assistenten bei Earl Winterton: - Captain Victor Cazalet, MP - T. B. Williamson, Home Office                                                                                      |
| Vereinigte Staaten      | - Myron Charles Taylor - Berater: - James Grover McDonald, Vorsitzender des „President Roosevelt Consultative Committee for Political Refugees“ - Technische Berater: - Robert T. Pell, Abt. für Europa-Angelegenheiten, State Department - George L. Brandt, ehem. Leiter der Visa-Abteilung, State Department - Sekretär der Delegation: - Hayward G. Hill, Konsul, Genf - Persönlicher Assistent bei James McDonald: - George L. Warren, Vorstandssekretär des „President Roosevelt Consultative Committee for Political Refugees“ |
| Uruguay                 | - Alfredo Carbonell Debali |
| Venezuela               | - Carlos Aristimuño Coll |

### Andere Delegationen
| Organisation                                          | Vertreter |
| ----------------------------------------------------- | --- |
| Hoher Kommissar für Flüchtlinge aus Deutschland:      | - Sir Neill Malcolm, KCB, DSO - Frederick Ponsonby, Viscount Duncannon, Sekretär von Sir Neill Malcolm - Tevfik Erim, Mitglied der Abteilung Politik des Sekretariats des Völkerbundes, Vater von Kenan Erim                                                  |
| Generalsekretariat des Intergouvernamentalen Komitees | - Jean Paul-Boncour, Generalsekretär - Gabrielle Boisseau, Assistenz des Generalsekretärs - J. Herbert, Dolmetscher - Edward Archibald Lloyd, Dolmetscher - Louis Constant E. Muller, Übersetzer - William David McAfee, Übersetzer - Mézières, Schatzmeister |

### Private Organisationen
- Agudas Israel World Organization, London
- Alliance Israélite Universelle, Paris
- American, British, Belgian, French, Dutch, and Swiss Catholic Committees for Aid to Refugees
- American Joint Distribution Committee, Paris, Vertreter Bernhard Kahn
- Association de colonisation juive, Paris
- Association of German Scholars in Distress Abroad, London
- Bureau international pour le respect du droit d’asyle et l’aide aux réfugiés politiques, Paris
- Central Bureau for the Settlement of German Jews, London
- Central Committee for Refugees from Germany, Prag
- Centre de recherches de solutions au problème juif, Paris
- Comité d’aide et d’assistance aux victimes de l’anti-semitisme en Allemagne, Brüssel
- Comite for Bijzondere Joodsche Belangen, Amsterdam
- Comité international pour le placement des intellectuels réfugiés, Genf
- Comité pour la défense des droits des Israélites en Europe centrale et orientale, Paris
- Committee of Aid for German Jews, London
- Council for German Jewry, London
- Emigration Advisory Committee, London
- Fédération des émigrés d’Autriche, Paris
- Fédération internationale des émigrés d’Allemagne, Paris
- Freeland Association, London
- German Committee of the Quaker Society of Friends, London
- HICEM, Paris[7]
- International Christian Committee for Non-Aryans, London
- Internationale ouvrière et socialiste, Paris und Brüssel
- Jewish Agency for Palestine, London
- The Joint Foreign Committee of the Board of Deputies of British Jews and the Anglo-Jewish Association, London
- Komitee für die Entwicklung der grossen jüdischen Kolonisation, Zürich
- League of Nations Union, London
- New Zionist Organization, London
- ORT, Paris
- Royal Institute of International Affairs, London
- Schweizer Hilfszentrum für Flüchtlinge, Basel
- Service international de migration, Genf
- Service universitaire international, Genf
- Société d’émigration et de colonisation juive Emcol, Paris
- Society for the Protection of Sciences and Studies, London
- Union des Sociétés OSE, Paris
- World Jewish Congress, Paris